# Благово (Монтанська область)
Бла́гово (болг. Благово) — село в Монтанській області Болгарії. Входить до складу общини Монтана.

## Населення
За даними перепису населення 2011 року у селі проживали 550 осіб.
Національний склад населення села:
| Національність   | Кількість осіб | Відсоток |
| ---------------- | -------------- | -------- |
| болгари          | 538            | 99,1%    |
| інша             | 4              | 0,7%     |
| не визначились   | 0              | 0%       |
| Всього відповіли | 543            |          |

Розподіл населення за віком у 2011 році:
Динаміка населення: